# Sổ lưu bút

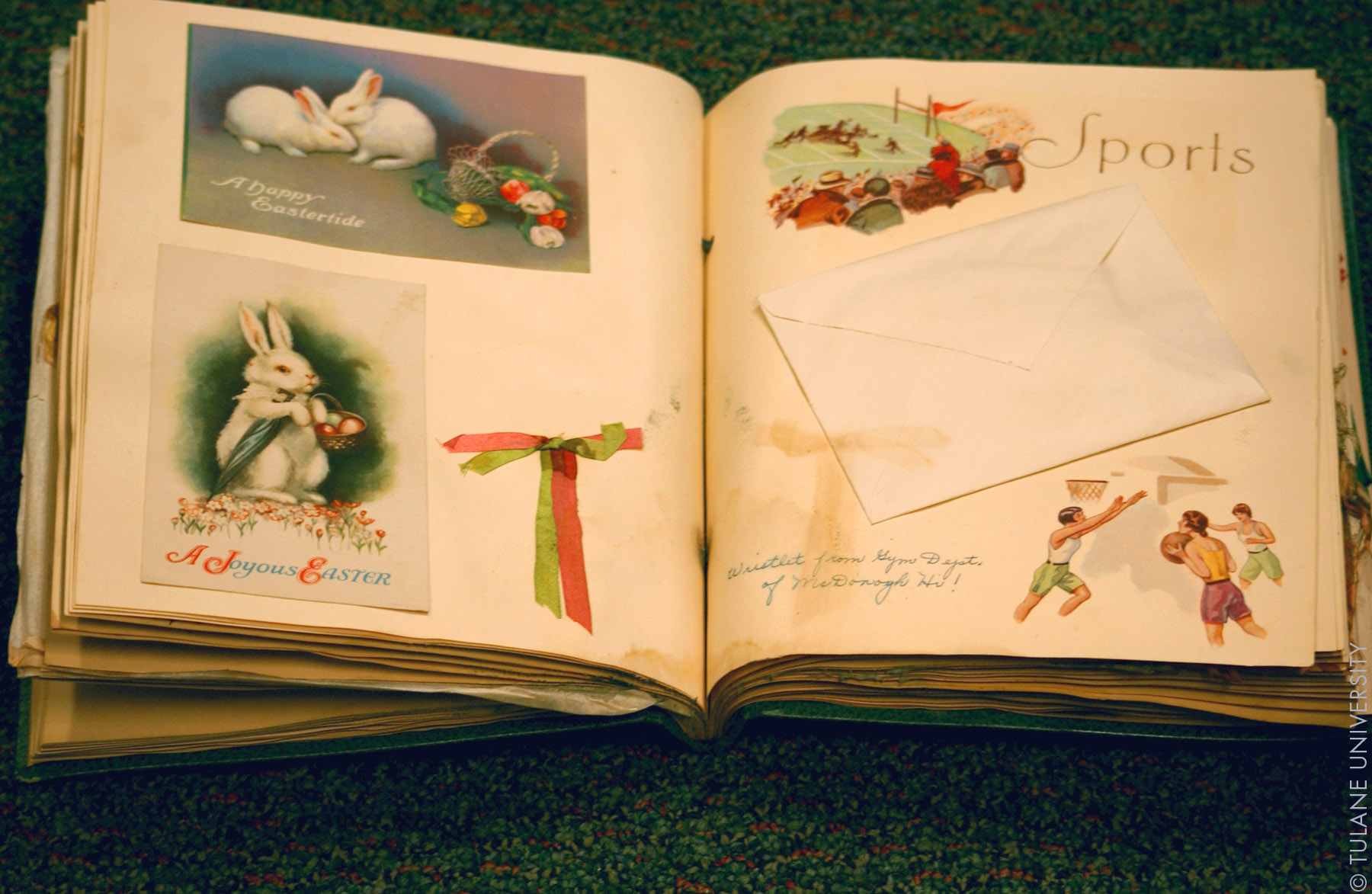
Một cuốn sổ lưu bút thuộc hàng kinh điển

Sổ lưu bút là cuốn sách dạng sổ tay có mục đích nhằm lưu giữ, trưng bày và sắp xếp hình ảnh, nét chữ của cá nhân, của gia đình (trong trường hợp này còn gọi là album ảnh gia đình) hay của một tập thể nào đó theo một chiều dài lịch sử từ quá khứ đến hiện tại. Kỷ vật điển hình bên trong cuốn sổ có thể là ảnh chụp, phương tiện truyền thông in ấn hay tác phẩm nghệ thuật. Các album lưu bút thường được trang trí màu sắc cũng như thường chứa những dòng lưu bút hoặc trần thuật. Việc sử dụng sổ lưu bút đã có mặt ở Vương quốc Anh từ thế kỷ 19.